# Shichimi
El Shichimi tōgarashi (七味唐辛子 lit. "chile de siete sabores"?) o simplemente shichimi es un condimento muy típico de la cocina japonesa que consiste en una mezcla de especias (siete ingredientes). Es conocida también como nanami tōgarashi fuera de Japón.

## Características
Los principales ingredientes se machacan finamente en un mortero hasta que adquieren una textura adecuada; los siete ingredientes empleados son:
1. Chile en polvo
2. La piel de una mandarina
3. Semillas de sésamo
4. Semillas de amapola
5. Semillas de cáñamo
6. Nori o aonori
7. Sansho en polvo (similar a la Pimienta de Sichuan)

Algunas recetas sustituyen o suplementan las mandarinas con la piel de yuzu, semillas de colza, jengibre, o shiso.

## Usos
Se emplea en algunas sopas de fideos y en especial en el gyūdon (bol con carne de ternera). Algunos platos con arroz como pasteles de arroz, agemochi y crackers de arroz servidos como snack suelen llevar espolvoreado sobre su superficie este ingrediente.